# Ifanirea
Ifanirea è una città e comune del Madagascar situata nel distretto di Ikongo, regione di Vatovavy-Fitovinany. 
La popolazione del comune rilevata nel censimento 2001 era pari a 18 882 unità.